# Shohei Imamura

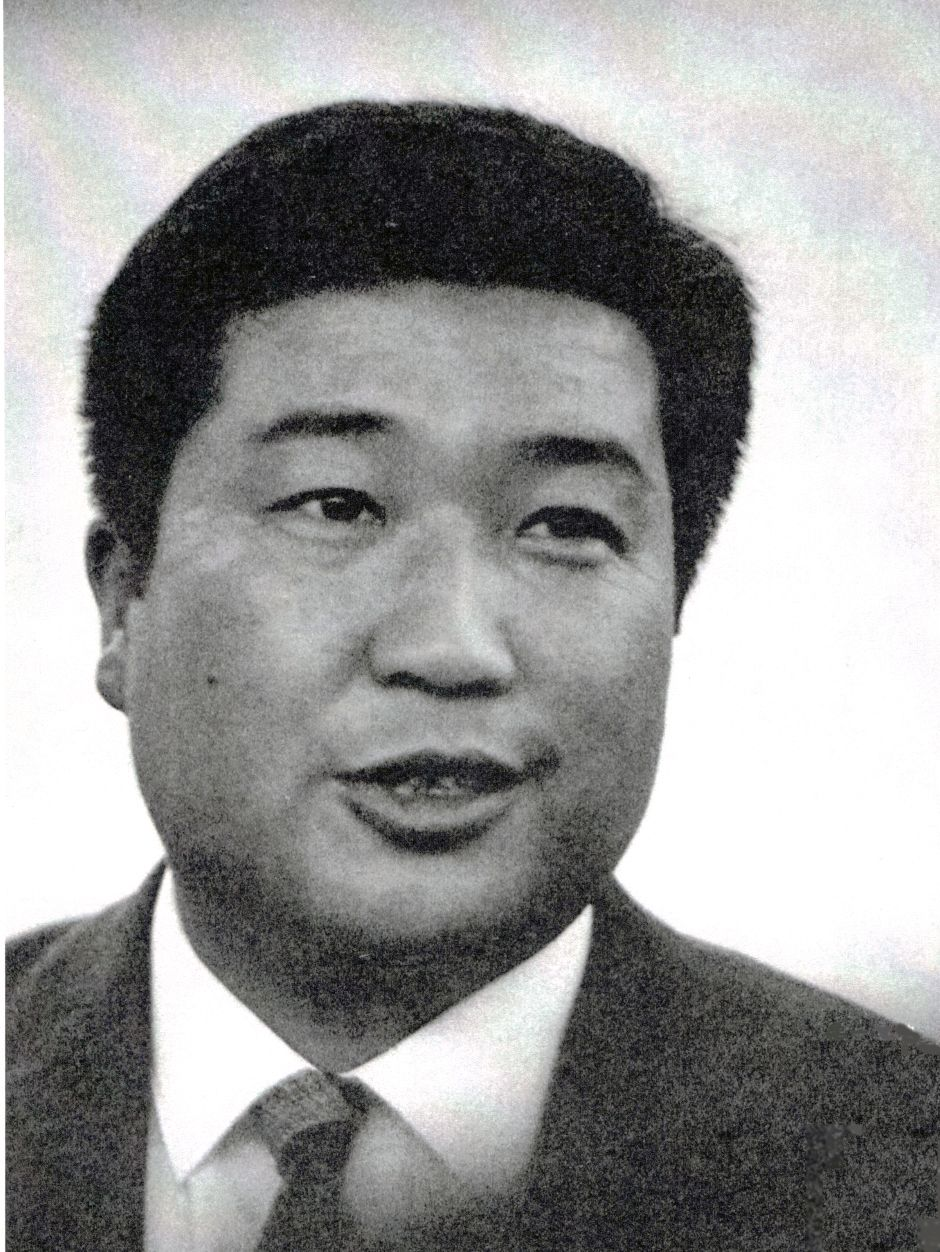
Shohei Imamura

Shōhei Imamura (今村昌平, Imamura Shōhei ; Tokio, 15 september 1926 - Tokio, 30 mei 2006) was een Japans filmregisseur.
Imamura werd geboren als derde zoon van een arts. Door een oudere broer raakte hij geïnteresseerd in modern theater. Toch wilde hij aanvankelijk landbouwwetenschappen studeren. Hij zakte echter voor het toelatingsexamen, en om de militaire dienstplicht te ontlopen ging hij maar naar een technische school. Ten slotte studeerde hij aan de Waseda-universiteit af in Oosterse geschiedenis.
In 1951 begon Imamura als assistent regisseur bij de Sochiku Studios. Hij werkte onder meer mee aan drie films van Yasujiro Ozu, maar hij vond dat Ozu zich te veel concentreerde op hoe Japan zichzelf graag zag, en te weinig op het onderlichaam en de onderklasse. Omdat hij bovendien weinig promotiekansen kreeg, stapte hij in 1954 over naar de Nikkatsu Studios, waar hij als scenarioschrijver met regisseur Yuzo Kawashima werkte die hij nog kende van Sochiku. In 1958 mocht hij zijn eerste film regisseren Nusumareta Yokujo (Stolen Desire), over een groep rondreizende kabuki-spelers die optreden voor de lagere klassen.
Tot 1966 volgden een aantal films met vaste cameraman Shinsaku Himeda. In 1965 richtte hij een eigen productiebedrijf op (Imamura Producties), en in 1974 stichtte hij het Televisie en Filminstituut in Yokohama, waar hij lange tijd les gaf.
Imamura werd twee keer onderscheiden met de prestigieuze Gouden Palm, in 1983 voor Narayama bushiko (De ballade van Narayama), en in 1997 voor Unagi (De aal). Verder ontving hij vijf Japanse Academy Awards.

## Filmografie
- Nusumareta Yokujo (1958)
- Buta to gunkan (Pigs ans Battleships) (1961)
- Nippon konchûki (The Insect Woman) (1963)
- Akai satsui (Intentions of Murder) (1964)
- Kamigami no fukaki yokubô (1968)
- A Post War History of Japan/Life of Madam Rags (1970)
- Fukushû suru wa ware ni ari (Vengeance Is Mine) (1979)
- Eijanaika (1981)
- Narayama bushiko (De ballade van Narayama) (1983)
- Zegen (film) (1987)
- Kuroi ame (Zwarte regen) (1989)
- Unagi (De aal) (1997)
- Kanzô sensei (Dr. Akagi) (1998)
- Akai hashi no shita no nurui mizu (Warm water onder een rode brug) (2001)
- 11’09’’01 September 11 (2002) (segment "Japan")